# Anthony Weston
Anthony Weston es un escritor, profesor y filósofo estadounidense. Es autor de manuales básicos ampliamente utilizados en el pensamiento crítico y la práctica ética y de una variedad de libros y ensayos no convencionales sobre temas filosóficos.

## Vida
Weston nació en 1954 y creció en el condado de Monroe en el suroeste de Wisconsin, país identificado con el conservacionista Aldo Leopold (en su Almanaque del condado de Sand) y el arquitecto e ideólogo Frank Lloyd Wright, que fue una fuerte influencia en la familia de su padre. Se graduó con honores en 1976 en el Macalester College y recibió su doctorado en Filosofía en 1982 en la Universidad de Míchigan, donde escribió su tesis doctoral bajo la supervisión de Frithjof Bergmann sobre "La subjetividad de los valores".  Después enseñó en la Universidad Estatal de Nueva York en Stony Brook durante diez años, y posteriormente en la Universidad de Elon, donde ha ganado los premios más importantes de la Universidad tanto por su docencia como por las becas recibidas, así como en el extranjero en Costa Rica, Australia Occidental, y la Columbia Británica.
Weston ha trabajado en filosofía durante toda su vida profesional, pero también enseña y escribe sobre temas interdisciplinarios. Ha co-enseñado con biólogos y ecologistas y en Filosofía y Estudios Ambientales en Elon, trabajando también con astrónomos, maestros Zen y en programas de educación ambiental , así como en diseño y proyectos de cambio social como el Common Ground Eco-Village. Weston se retiró de la enseñanza a tiempo completo en 2018 mientras continuaba escribiendo y asumiendo más roles de liderazgo en la eco-aldea citada.

## Obra filosófica
El proyecto filosófico de Weston en su conjunto presenta una "caja de herramientas" expansiva para el pensamiento crítico, creativo y constructivo, especialmente para propósitos de reinvención social y ambiental y la práctica ética pragmática. Los problemas sociales, éticos e incluso ontológicos que tan a menudo tomamos como "dados" son, con mayor frecuencia, argumenta, productos de las condiciones, prácticas y elecciones subyacentes. Este punto de vista puede identificarse con la deconstrucción, pero con demasiada frecuencia, sostiene Weston,
"la promesa genuina de este movimiento crítico es traicionada por un seguimiento muy flojo. Necesitamos prestar el mismo tipo de atención a la reconstrucción de alternativas genuinamente mejores en el nuevo espacio de libertad que crean los movimientos ampliamente deconstructivos." ("Una caja de herramientas filosóficas del siglo XXI", discurso de apertura de la Conferencia de la Asociación de Filósofos de la Región Atlántica, 16/10/09)
Este proyecto reconstructivo requiere un conjunto de habilidades y conceptos menos reconocidos y valorados en filosofía. Inspirado en particular por la filosofía social pragmática de John Dewey, Weston visualiza un pensamiento abierto, generativo, imaginativo y experimental, modelado en oficios como la construcción o el teatro y la ciencia empírica, desplazando gradualmente el pensamiento más formal y ligado a categorías que tiende a ser más reactivo y crítico. En una variedad de ensayos y libros, expone conceptos clave como "las posibilidades ocultas de las cosas" (la sensación de que el mundo tiene mucha más profundidad y posibilidad de lo que parece) y, correlativamente, la necesidad de tematizar y resistir la reducción autovalidante., el proceso por el cual un ser o una parte del mundo se reduce a menos de lo que podría ser, y luego esa misma reducción se toma como una excusa y validación de las posibilidades borradas, ahora completamente fuera de la vista. En consecuencia, la tarea de conocer y valorar no es "leer" la naturaleza y posibilidad de las cosas del mundo tal como se "dan", sino involucrar activamente al mundo, "aventurar la confianza" para crear nuevos tipos de aperturas. en interacción con el mundo dentro del cual podrían surgir posibilidades más profundas.
Los modos establecidos de valor se refieren a la ética familiar, de las personas, por ejemplo, pero las áreas "originarias" de la ética, como las llama Weston, ahora están tomando forma, y no son una cuestión de extensión o aplicación de principios preestablecidos, sino más bien la cocreación o co-constitución de nuevos valores. En la ética ambiental en particular, Weston sostiene que estamos en el comienzo mismo de nuestra exploración. Al mismo tiempo, también aboga por un enfoque "multicéntrico" para reconstituir la relación humana con el mundo más allá de lo humano, en oposición al "monocentrismo" que podría ser centrado en el ser humano ( antropocéntrico ) o más grande que humano, pero todavía "centrado" en el sentido de que una dimensión y modelo de valores determina quién o qué cuenta moralmente y por qué.
Otro tema clave es la centralidad del mundo construido y vivido para la formación del pensamiento, y viceversa. Los filósofos tienden a asumir una conexión unidireccional —que el pensamiento determina el mundo— mientras que los críticos de la filosofía, como los marxistas doctrinarios, lo ven al revés. En opinión de Weston, la conexión va en ambos sentidos y es genuinamente dialéctica. Un mundo o un conjunto de prácticas concretas representan la puesta en práctica de ciertas ideas, pero también dan forma a nuestras ideas a su vez. La promulgación cultural y la perpetuación del antropocentrismo es un buen ejemplo. Pero esto es, en su opinión, algo bueno y necesario: da al pensamiento un ancla, nos permite elaborar ideas de manera concreta y también nos da una palanca para el cambio filosófico: cambiando realmente el mundo.
"El mundo da forma a nuestros conceptos pero no los determina; del mismo modo, nuestros conceptos dan forma a nuestro pensamiento pero no lo determinan. El resultado es un espacio conceptual para moverse. En lugar de analizar conceptos como si fueran lecturas fijas de la realidad, podemos remodelarlos y reubicarlos, y al hacerlo, rehacer el pensamiento y el mundo mismo." ("Una caja de herramientas filosóficas del siglo XXI")
Finalmente, así como la práctica ética se convierte en un compromiso inteligente, creativo y crítico con situaciones y posibilidades problemáticas en lugar de "resolver conflictos", incluso el campo convencional y ampliamente conocido del pensamiento crítico se convierte en algo más que una cuestión el probar que los argumentos de otra persona son " falacias ", sino más bien elaborar un proceso constructivo y abierto para enmarcar los propios argumentos y reformular y explorar enérgicamente las líneas de pensamiento de los demás.
"La filosofía es en sí misma un modo de hacer mundos. Tenemos que abrazar la filosofía como un modo de práctica experimental y ejercerla desde ese punto de vista."
Weston ha llamado a su proyecto general "pragmatópico", adaptando el término de Charlotte Perkins Gilman al proyecto de sus novelas visionarias: utopías radicales pero experimentales. La filosofía que intenta practicar, ha dicho Weston, es una especie de "desafío pragmatópico".

## Obras

### Libros

#### Pensamiento crítico y constructivo
- Un Rulebook for Arguments (Hackett Publishing Company, 1986; 5a edición, 2018,ISBN 0-87220-954-7 ) ahora en su quinta edición y traducido a diez idiomas: este manual de pensamiento crítico es el libro de texto más conocido de Weston.
- A Workbook for Arguments, en coautoría con David Morrow (Hackett Publishing Company, 2011,ISBN 1-60384-549-6 ). Ampliación de libro de texto de Rulebook. Tercera edición, 2019.
- Creatividad para pensadores críticos (Oxford University Press, 2007;ISBN 0-19-530621-X )
- Thinking Through Questions, en coautoría con Stephen Bloch-Schulman (Hackett Publishing Company, 2020). Libro de texto corto que explora el cuestionamiento crítico, creativo y filosófico, junto con "preguntas cuestionables" y los usos del cuestionamiento en las clases universitarias.

#### Pedagogía
- La enseñanza como arte de la puesta en escena: una pedagogía universitaria basada en escenarios en acción (Stylus Publishing, 2018ISBN 1-62036-520-0 ) defiende e ilustra un papel radicalmente más coactivo y de "diseño" para los maestros que el modelo de conferenciante que proporciona información o el modelo habitual de facilitador / entrenador. Los "Impresarios con Escenarios" son "maestros que sirven como movilizadores, improvisadores y dinamizadores de la clase, poniendo en escena desafíos de aprendizaje y aventuras dramáticas, a menudo inesperadas y que se desarrollan a sí mismos con los alumnos".

#### Ética
- Hacia mejores problemas (Temple University Press, 1992,ISBN 0-87722-948-1 ), un intento sistemático de reconstrucción de Dewey en la ética contemporánea.
- A Practical Companion To Ethics (Oxford University Press, 1997; 5a edición próximamente, 2020ISBN 0-19-973058-X ). Una breve guía sobre "las actitudes y habilidades básicas que hacen que la ética funcione".
- Una caja de herramientas éticas del siglo XXI (Oxford University Press, 2001; 4a edición, 2018;ISBN 9780190621155 ). Un libro de texto a gran escala sobre ética en clave pragmática.
- Resolución creativa de problemas en ética (Oxford University Press, 2007;ISBN 0-19-530620-1 )

#### Ambientalismo
- Regreso a la Tierra: el ambientalismo del mañana (Temple University Press, 1994,ISBN 1-56639-237-3 ). Un intento de recuperar la experiencia de la vida entre seres distintos de los humanos y dentro de la naturaleza que fundamenta nuestro compromiso ético con ellos.
- Una invitación a la filosofía ambiental (Oxford University Press, 1999,ISBN 0-19-512204-6 ), con ensayos de David Abram, Val Plumwood, Holmes Rolston III y Jim Cheney, con secciones de Prefacio y "Continuando", así como un ensayo complementario de Weston.
- The Incompleat Eco-Philosopher: Essays on the Edges of Environmental Ethics (State University of New York Press, 2009,ISBN 0-7914-7669-3 ). Una colección de algunos de los ensayos clave de Weston en el campo de la literatura profesional.
- Movilizando la imaginación verde: un manifiesto exuberante (New Society Publishers, 2012,ISBN 0-86571-709-5 ).  Este es un libro de visiones ambientales prácticas pero radicales, la "imaginación pragmatópica" de Weston plenamente aplicada, o como dice la portada del libro, "posibilidades elegantes y audaces que traspasan los límites del ambientalismo contemporáneo".

#### Filosofía social
- Trabajos para filósofos (Xlibris, 2003;ISBN 1-4134-4009-6 ) una colección de reseñas de libros y proyectos de filosofía (reales), que es un retrato de lo que podría llegar a ser la filosofía. Este es un libro autoeditado.
- Cómo volver a imaginar el mundo: un manual de bolsillo para visionarios prácticos (New Society Publishers, 2007;ISBN 0-86571-594-7 )

### Ensayos seleccionados
Weston ha escrito más de cincuenta ensayos y reseñas en los campos antes mencionados, así como en otros como la filosofía de la educación y la filosofía de la exploración espacial. Algunos de los más destacados y reimpresos a menudo son (solo apariciones originales):
- "Más allá del valor intrínseco: el pragmatismo en la ética ambiental", Environmental Ethics 7: 4 (1985): 321–339.
- "Formas de la ética gaiana", Environmental Ethics 9: 3 (1987): 121-134.
- "Radioastronomía como epistemología: algunas reflexiones filosóficas sobre la búsqueda de inteligencia extraterrestre", Monist 71: 1 (1988): 88-100.  Este es un tema menos sorprendente en el trabajo de Weston de lo que puede parecer, dado su interés en el "contacto" que no sea humano aquí en la Tierra; también surge en su enseñanza reciente[14] y en los últimos capítulos tanto de El ecofilósofo incompleto como de Movilizando la imaginación verde .
- "Descubriendo el 'currículo oculto': un curso de laboratorio en filosofía de la educación", boletín informativo de la APA sobre la enseñanza de la filosofía 90: 2 (invierno de 1991): 36–40.
- "No antropocentrismo en un mundo completamente antropocentrizado", The Trumpeter 8: 3 (1991): 108-112.
- "Antes de la ética ambiental", Environmental Ethics 14 (1992): 323–340.  (enlace roto disponible en Internet Archive; véase el historial, la primera versión y la última).

- "Reducción autovalidante: hacia una teoría de la devaluación de la naturaleza", Environmental Ethics 18 (1996): 115-132.
- "En lugar de educación ambiental", en Bob Jickling, ed., Actas del Simposio de ética, medio ambiente y educación del Yukon College (Whitehorse, YT: Yukon College, 1996).
- "Filosofía de la educación en riesgo ", Metaphilosophy 29 (1998): 145-158.
- "La ética ambiental como etiqueta ambiental: hacia una epistemología basada en la ética en la filosofía ambiental" (con Jim Cheney), Environmental Ethics 21 (1999): 115-134.
- "Multi-Centrism: A Manifesto", Environmental Ethics 26 (2004): 25–40.
- "Por una metaética tan buena como nuestra práctica", en Elizabeth Burge, editora, "Negociando dilemas de la práctica: ética aplicada en la educación de adultos", número especial de New Directions in Adult and Continuing Education (Jossey-Bass, 2009).
- "From Guide on the Side to Impresario with a Scenario", College Teaching 63: 3 (2015)  Propone un nuevo modelo del profesor universitario en contraste con el conferenciante tradicional ("Sage on the Stage") o facilitador / entrenador ("Guía lateral").

## Crítica
Los críticos argumentan que las nociones de Weston de "ética originaria" y "compromiso reconstructivo" ofrecen poca o ninguna orientación concreta, especialmente en situaciones menos que óptimas en las que, no obstante, se deben tomar decisiones. Aunque Weston ha desafiado lo que ha llamado "dilema-ismo" como un método para hacer ética o como una expectativa sobre la estructura necesaria de los problemas éticos, a veces tenemos dilemas genuinos que deben abordarse. El compromiso de Weston de abrir nuevas posibilidades también puede abrir una gama de posibilidades problemáticas e incluso inquietantes.
Los libros de texto de ética de Weston, en particular, adoptan posiciones sustantivas en la filosofía ética. El razonamiento de Weston es que cualquier libro de texto práctico necesariamente lo hace, y que esto es menos notorio u objetable para los tradicionalistas en los libros de texto habituales porque lo importante tienden a ser las normas que se dan por sentadas. El método de Weston es tratar de reconstruir ciertos campos a lo largo del camino: reescribiendo sus libros de texto, modelando un enfoque bastante diferente en la práctica y, por lo tanto, invitando a nuevos tipos de estudiantes al campo y quizás también remodelando los puntos de vista de sus profesores sin discutir de la manera habitual en contra de las normas asumidas.